# Fussballclub Thun 1898 2005-2006
Questa voce raccoglie le informazioni riguardanti il Fussballclub Thun 1898 nelle competizioni ufficiali della stagione 2005-2006.

## Stagione
Nella stagione 2005-2006 il Thun, allenato da Urs Schönenberger, Adrian Kunz e Heinz Peischl, concluse il campionato di Super League al 5º posto. In Coppa Svizzera il Thun fu eliminato agli ottavi di finale dal Servette. In Champions League il Thun fu eliminato nella fase a gironi. In Champions League il Thun fu eliminato al terzo turno dall'Amburgo.

## Rosa
| N. |                      | Ruolo | Calciatore       |
| -- | -------------------- | ----- | ---------------- |
| 2  | Brasile (bandiera)   | D     | Leandro Vieira   |
| 3  | Argentina (bandiera) | D     | Óscar Espósito   |
| 4  | Svizzera (bandiera)  | D     | Sehid Sinani     |
| 5  | Australia (bandiera) | D     | Ljubo Miličević  |
| 6  | Brasile (bandiera)   | C     | Tiago Bernardini |
| 7  | Svizzera (bandiera)  | D     | Grégory Duruz    |
| 8  | Brasile (bandiera)   | A     | Gelson           |
| 9  | Brasile (bandiera)   | C     | Adriano Pimenta  |
| 11 | Svizzera (bandiera)  | C     | Andres Gerber    |
| 12 | Camerun (bandiera)   | D     | Armand Deumi     |
| 13 | Senegal (bandiera)   | A     | Pape Omar Faye   |
| 14 | Svizzera (bandiera)  | C     | Nenad Savić      |

| N. |                                 | Ruolo | Calciatore      |
| -- | ------------------------------- | ----- | --------------- |
| 15 | Germania (bandiera)             | A     | Eren Sen        |
| 16 | Svizzera (bandiera)             | C     | Roman Friedli   |
| 17 | Austria (bandiera)              | D     | Alen Orman      |
| 18 | Svizzera (bandiera)             | P     | Alain Portmann  |
| 19 | Svizzera (bandiera)             | C     | Silvan Aegerter |
| 21 | Portogallo (bandiera)           | C     | Nelson Ferreira |
| 22 | Italia (bandiera)               | D     | João Di Fabio   |
| 23 | Turchia (bandiera)              | A     | Önder Çengel    |
| 24 | Senegal (bandiera)              | C     | Ibrahima Ba     |
| 26 | Bosnia ed Erzegovina (bandiera) | D     | Selver Hodžić   |
| 28 | Svizzera (bandiera)             | P     | Daniel Lopar    |
| 33 | Svizzera (bandiera)             | C     | Stefan Glarner  |

## Organigramma societario
Area tecnica
- Allenatore: Heinz Peischl
- Allenatore in seconda: Adrian Kunz
- Preparatore dei portieri:
- Preparatori atletici:

## Calciomercato

### Sessione estiva
| Acquisti | Acquisti         | Acquisti          | Acquisti |
| R.       | Nome             | da                | Modalità |
| -------- | ---------------- | ----------------- | -------- |
| C        | Adriano Pimenta  | Guarani           |          |
| D        | Grégory Duruz    | Amiens            |          |
| A        | Pape Omar Faye   | Cotonsport Garoua |          |
| P        | Eldin Jakupović  | Grasshoppers      |          |
| D        | José Gonçalves   | Venezia           |          |
| D        | Alen Orman       | Hibernian         |          |
| A        | Eren Sen         | Amburgo           |          |
| C        | Tiago Bernardini | União São João    |          |

| Cessioni | Cessioni            | Cessioni      | Cessioni |
| R.       | Nome                | a             | Modalità |
| -------- | ------------------- | ------------- | -------- |
| D        | David Pallas        | Bochum        |          |
| D        | Lukas Schenkel      | Young Boys II |          |
| D        | Pascal Cerrone      | San Gallo     |          |
| P        | Fabio Coltorti      | Grasshoppers  |          |
| C        | Baykal Kulaksızoğlu | Basilea       |          |
| A        | Adrian Moser        | Düdingen      |          |
| C        | Mario Raimondi      | Young Boys    |          |
| C        | Michel Renggli      | Grasshoppers  |          |

### Sessione invernale
| Acquisti | Acquisti      | Acquisti   | Acquisti |
| R.       | Nome          | da         | Modalità |
| -------- | ------------- | ---------- | -------- |
| P        | Daniel Lopar  | Wil        |          |
| C        | Ibrahima Ba   | Sfaxien    |          |
| C        | Roman Friedli | Young Boys |          |
| A        | Önder Çengel  | Wil        |          |

| Cessioni | Cessioni          | Cessioni        | Cessioni |
| R.       | Nome              | a               | Modalità |
| -------- | ----------------- | --------------- | -------- |
| P        | Eldin Jakupović   | Lokomotiv Mosca |          |
| A        | Mauro Lustrinelli | Sparta Praga    |          |
| D        | José Gonçalves    | FBK Kaunas      |          |

## Risultati

### Super League

#### Prima fase, girone di andata
| Arbitro: | Rogalla |

|                             |           |  |
| Gerber 41’ Deumi 54’ (rig.) | Marcatori |  |

| Arbitro: | Busacca |

|                                 |           |  |
| Lustrinelli 61’, 69’ Vieira 80’ | Marcatori |  |

| Arbitro: | Salm |

|                                                                    |           |             |
| Tachie-Mensah 2’ Hassli 29’ (rig.), 51’ Zellweger 37’ Leonardo 76’ | Marcatori | 42’ Pimenta |

| Arbitro: | Circhetta |

|                      |           |                          |
| Di Jorio 50’ Nef 79’ | Marcatori | 75’ Ferreira 88’ Pimenta |

| Arbitro: | Leuba |

|                                |           |            |
| Lustrinelli 51’ Bernardini 81’ | Marcatori | 4’ Rogério |

| Arbitro: | Bertolini |

|  |           |                                   |
|  | Marcatori | 12’ Gelson 56’ (rig.) Lustrinelli |

| Arbitro: | Salm |

|                          |           |  |
| Aguirre 17’ Biscotte 86’ | Marcatori |  |

| Berna 10 settembre 2005, ore 19:30 CEST 8ª giornata | Young Boys | 0 – 0 referto | Thun | Stade de Suisse (22 670 spett.)\| Arbitro: \| Laperrière \| |
| Arbitro:                                            | Laperrière |               |      |                                                             |

| Arbitro: | Rutz |

|  |           |                                         |
|  | Marcatori | 3’, 59’ Ferreira 10’ Sen 90’ Bernardini |

#### Prima fase, girone di ritorno
| Arbitro: | Rogalla |

|                           |           |                 |
| Bieli 60’ Tcheutchoua 81’ | Marcatori | 71’ Lustrinelli |

| Arbitro: | Busacca |

|                                       |           |         |
| Degen 37’ Petrić 60’, 64’, 78’ Ba 87’ | Marcatori | 85’ Sen |

| Arbitro: | Circhetta |

|                                                  |           |            |
| Ferreira 6’, 62’ Gelson 13’, 31’ Lustrinelli 27’ | Marcatori | 90’ Hassli |

| Arbitro: | Bertolini |

|                  |           |                                                      |
| Deumi 25’ (rig.) | Marcatori | 23’, 48’ Raffael 38’, 78’ Nef 80’ Keita 90’ Alphonse |

| Arbitro: | Sowa |

|                         |           |  |
| Cabanas 77’ Eduardo 86’ | Marcatori |  |

| Arbitro: | Laperrière |

|                      |           |                              |
| Lustrinelli 26’, 54’ | Marcatori | 62’ Besle 63’ Agolli 71’ Rey |

| Arbitro: | Rogalla |

|                                     |           |  |
| Ferreira 1’ Sen 36’ Lustrinelli 67’ | Marcatori |  |

| Arbitro: | Wildhaber |

|                        |           |             |
| Lustrinelli 38’ (rig.) | Marcatori | 54’ Gohouri |

| Arbitro: | Circhetta |

|  |           |                              |
|  | Marcatori | 3’, 49’ Sereinig 26’ Todisco |

#### Seconda fase, girone di andata
| Losanna 12 febbraio 2006, ore 14:30 CET 19ª giornata | Neuchâtel Xamax | 0 – 0 referto | Thun | Stade Olympique de la Pontaise (2 000 spett.)\| Arbitro: \| Kever \| |
| Arbitro:                                             | Kever           |               |      |                                                                      |

| Arbitro: | Busacca |

|          |           |             |
| Faye 29’ | Marcatori | 89’ Everson |

| Arbitro: | Nobs |

|            |           |  |
| Stahel 10’ | Marcatori |  |

| Arbitro: | Salm |

|            |           |            |
| Gelson 90’ | Marcatori | 7’ Eduardo |

| Arbitro: | Laperrière |

|  |           |               |
|  | Marcatori | 60’ Miličević |

| Arbitro: | Nobs |

|                 |           |              |
| Çengel 55’, 57’ | Marcatori | 35’ Sereinig |

| Arbitro: | Rutz |

|  |           |              |
|  | Marcatori | 64’ Pavlovic |

| Arbitro: | Petignat |

|                   |           |  |
| Tachie-Mensah 68’ | Marcatori |  |

| Arbitro: | Kever |

|             |           |             |
| Pimenta 56’ | Marcatori | 80’ Berisha |

#### Seconda fase, girone di ritorno
| Arbitro: | Petignat |

|  |           |                  |
|  | Marcatori | 35’ (rig.) Deumi |

| Arbitro: | Zimmermann |

|                                 |           |            |
| Deumi 43’ Çengel 58’ Gelson 84’ | Marcatori | 81’ Hassli |

| Arbitro: | Nobs |

|                           |           |          |
| Santos 34’, 79’ Touré 60’ | Marcatori | 74’ Faye |

| Arbitro: | Rogalla |

|                     |           |                                 |
| Weller 8’ Tsawa 90’ | Marcatori | 63’ Çengel 72’ Faye 76’ Friedli |

| Arbitro: | Wildhaber |

|                  |           |  |
| Deumi 86’ (rig.) | Marcatori |  |

| Arbitro: | Zimmermann |

|                      |           |  |
| Delgado 5’ Petrić 8’ | Marcatori |  |

| Arbitro: | Petignat |

|          |           |                                      |
| Faye 55’ | Marcatori | 10’ Margairaz 45’ Raffael 89’ Stanic |

| Arbitro: | Nobs |

|                       |           |         |
| Gohouri 85’ Yakın 88’ | Marcatori | 44’ Sen |

| Arbitro: | Rutz |

|                             |           |  |
| Savić 23’ Çengel 83’ Ba 87’ | Marcatori |  |

### Coppa Svizzera
| 18 settembre 2005, ore 14:30 CEST Primo turno | Düdingen | 0 – 1 | Thun |  |

| 23 ottobre 2005, ore 14:30 CEST Secondo turno | Perly-Certoux | 1 – 7 | Thun |  |

| 17 dicembre 2005, ore 15:00 CET Ottavi di finale | Servette             | ? – ? | Thun |  |
| \| \| \| \| \| \| Tiri di rigore 5 – 4 \| \|     |                      |       |      |  |
|                                                  |                      |       |      |  |
|                                                  | Tiri di rigore 5 – 4 |       |      |  |

### Champions League

#### Fase di qualificazione
| Arbitro: | Delević |

|                         |           |                              |
| Husjev 20’ Shatskix 40’ | Marcatori | 38’ Lustrinelli 66’ Aegerter |

| Arbitro: | Proença |

|                |           |  |
| Bernardini 90’ | Marcatori |  |

| Arbitro: | Ibáñez |

|  |           |             |
|  | Marcatori | 34’ Pimenta |

| Arbitro: | Farina |

|                                     |           |  |
| Bernardini 26’ Lustrinelli 40’, 66’ | Marcatori |  |

#### Fase a gironi
| Arbitro: | Gilewski |

|                        |           |              |
| Silva 51’ Bergkamp 90’ | Marcatori | 53’ Ferreira |

| Arbitro: | Layec |

|            |           |  |
| Hodžić 89’ | Marcatori |  |

| Arbitro: | Rosetti |

|                     |           |  |
| Anastasiou 36’, 55’ | Marcatori |  |

| Arbitro: | Hriňák |

|                             |           |                                                      |
| Lustrinelli 56’ Pimenta 74’ | Marcatori | 27’ Sneijder 63’ Anastasiou 90’ de Jong 90’ Boukhari |

| Arbitro: | Batista |

|  |           |                  |
|  | Marcatori | 88’ (rig.) Pirès |

| Praga 7 dicembre 2005, ore 20:45 CET 6ª giornata | Sparta Praga | 0 – 0 referto | Thun | Stadion Juliska (9 233 spett.)\| Arbitro: \| Riley \| |
| Arbitro:                                         | Riley        |               |      |                                                       |

### Coppa UEFA
| Arbitro: | Hansson |

|             |           |  |
| Pimenta 30’ | Marcatori |  |

| Arbitro: | Yefet |

|                    |           |  |
| van Buyten 2’, 33’ | Marcatori |  |

## Statistiche

### Statistiche di squadra
| Competizione     | Punti | In casa | In casa | In casa | In casa | In casa | In casa | In trasferta | In trasferta | In trasferta | In trasferta | In trasferta | In trasferta | Totale | Totale | Totale | Totale | Totale | Totale | DR |
| Competizione     | Punti | G       | V       | N       | P       | Gf      | Gs      | G            | V            | N            | P            | Gf           | Gs           | G      | V      | N      | P      | Gf     | Gs     | DR |
| ---------------- | ----- | ------- | ------- | ------- | ------- | ------- | ------- | ------------ | ------------ | ------------ | ------------ | ------------ | ------------ | ------ | ------ | ------ | ------ | ------ | ------ | -- |
| Super League     | 49    | 18      | 9       | 4       | 5       | 32      | 24      | 18           | 5            | 3            | 10           | 18           | 29           | 36     | 14     | 7      | 15     | 50     | 53     | -3 |
| Coppa Svizzera   | -     | 0       | 0       | 0       | 0       | 0       | 0       | 3            | 2            | 1            | 0            | 8            | 1            | 3      | 2      | 1      | 0      | 8      | 1      | +7 |
| Champions League | -     | 5       | 3       | 0       | 2       | 7       | 5       | 5            | 1            | 2            | 2            | 4            | 6            | 10     | 4      | 2      | 4      | 11     | 11     | 0  |
| Coppa UEFA       | -     | 1       | 1       | 0       | 0       | 1       | 0       | 1            | 0            | 0            | 1            | 0            | 2            | 2      | 1      | 0      | 1      | 1      | 2      | -1 |
| Totale           | 49    | 24      | 13      | 4       | 7       | 40      | 29      | 27           | 8            | 6            | 13           | 30           | 38           | 51     | 21     | 10     | 20     | 70     | 67     | +3 |

### Andamento in campionato
| Giornata  | 1 | 2 | 3 | 4 | 5 | 6 | 7 | 8 | 9 | 10 | 11 | 12 | 13 | 14 | 15 | 16 | 17 | 18 | 19 | 20 | 21 | 22 | 23 | 24 | 25 | 26 | 27 | 28 | 29 | 30 | 31 | 32 | 33 | 34 | 35 | 36 |
| --------- | - | - | - | - | - | - | - | - | - | -- | -- | -- | -- | -- | -- | -- | -- | -- | -- | -- | -- | -- | -- | -- | -- | -- | -- | -- | -- | -- | -- | -- | -- | -- | -- | -- |
| Luogo     | C | C | T | T | C | T | T | T | T | T  | T  | C  | C  | T  | C  | C  | C  | C  | T  | C  | T  | C  | T  | C  | C  | T  | C  | T  | C  | T  | T  | C  | T  | C  | T  | C  |
| Risultato | V | V | P | N | V | V | P | N | V | P  | P  | V  | P  | P  | P  | V  | N  | P  | N  | N  | P  | N  | V  | V  | P  | P  | N  | V  | V  | P  | V  | V  | P  | P  | P  | V  |
| Posizione | 3 | 2 | 4 | 6 | 2 | 2 | 5 | 5 | 4 | 5  | 6  | 4  | 5  | 5  | 5  | 5  | 5  | 5  | 6  | 6  | 6  | 6  | 5  | 5  | 5  | 5  | 5  | 5  | 5  | 5  | 5  | 5  | 5  | 5  | 5  | 5  |

Legenda:

Luogo: C = Casa; T = Trasferta. Risultato: V = Vittoria; N = Pareggio; P = Sconfitta.

### Statistiche dei giocatori
| Giocatore      | Super League | Super League | Super League | Super League | Champions League | Champions League | Champions League | Champions League | Coppa UEFA | Coppa UEFA | Coppa UEFA  | Coppa UEFA | Totale   | Totale | Totale      | Totale     |
| Giocatore      | Presenze     | Reti         | Ammonizioni  | Espulsioni   | Presenze         | Reti             | Ammonizioni      | Espulsioni       | Presenze   | Reti       | Ammonizioni | Espulsioni | Presenze | Reti   | Ammonizioni | Espulsioni |
| -------------- | ------------ | ------------ | ------------ | ------------ | ---------------- | ---------------- | ---------------- | ---------------- | ---------- | ---------- | ----------- | ---------- | -------- | ------ | ----------- | ---------- |
| S. Aegerter    | 24           | 0            | 5            | 1            | 9                | 1                | 2                | 0                | 2          | 0          | 0           | 0          | 35       | 1      | 7           | 1          |
| Ó. Espósito    | 36           | 6            | 5            | 1            | 9                | 1                | 2                | 0                | 2          | 0          | 0           | 0          | 47       | 7      | 7           | 1          |
| I. Ba          | 9            | 1            | 1            | 0            | 0                | 0                | 0                | 0                | 0          | 0          | 0           | 0          | 9        | 1      | 1           | 0          |
| T. Bernardini  | 14           | 2            | 1            | 0            | 8                | 2                | 1                | 0                | 1          | 0          | 0           | 0          | 23       | 4      | 2           | 0          |
| A. Deumi       | 29           | 5            | 5            | 1            | 7                | 0                | 2                | 1                | 2          | 0          | 1           | 0          | 38       | 5      | 8           | 2          |
| J. Di Fabio    | 6            | 0            | 2            | 0            | 0                | 0                | 0                | 0                | 0          | 0          | 0           | 0          | 6        | 0      | 2           | 0          |
| G. Duruz       | 22           | 0            | 2            | 1            | 2                | 0                | 1                | 0                | 2          | 0          | 0           | 0          | 26       | 0      | 3           | 1          |
| P. Faye        | 23           | 4            | 1            | 0            | 2                | 0                | 0                | 0                | 2          | 0          | 0           | 0          | 27       | 4      | 1           | 0          |
| N. Ferreira    | 36           | 6            | 3            | 0            | 9                | 1                | 3                | 0                | 2          | 0          | 0           | 0          | 47       | 7      | 6           | 0          |
| R. Friedli     | 18           | 1            | 0            | 0            | 0                | 0                | 0                | 0                | 2          | 0          | 0           | 0          | 20       | 1      | 0           | 0          |
| G. Gelson      | 28           | 5            | 1            | 0            | 8                | 0                | 0                | 0                | 1          | 0          | 1           | 0          | 37       | 5      | 2           | 0          |
| A. Gerber      | 14           | 1            | 0            | 0            | 7                | 0                | 0                | 0                | 0          | 0          | 0           | 0          | 21       | 1      | 0           | 0          |
| S. Glarner     | 2            | 0            | 0            | 0            | 0                | 0                | 0                | 0                | 0          | 0          | 0           | 0          | 2        | 0      | 0           | 0          |
| J. Gonçalves   | 16           | 0            | 1            | 0            | 10               | 0                | 3                | 1                | 0          | 0          | 0           | 0          | 26       | 0      | 4           | 1          |
| S. Hodžić      | 31           | 0            | 6            | 1            | 9                | 1                | 2                | 0                | 2          | 0          | 0           | 0          | 42       | 1      | 8           | 1          |
| E. Jakupović   | 22           | 0            | 1            | 0            | 10               | 0                | 0                | 0                | 2          | 0          | 0           | 0          | 34       | 0      | 1           | 0          |
| D. Lopar       | 4            | 0            | 0            | 0            | 0                | 0                | 0                | 0                | 0          | 0          | 0           | 0          | 4        | 0      | 0           | 0          |
| M. Lustrinelli | 18           | 10           | 1            | 0            | 10               | 4                | 1                | 0                | 0          | 0          | 0           | 0          | 28       | 14     | 2           | 0          |
| L. Miličević   | 26           | 1            | 5            | 2            | 9                | 0                | 2                | 0                | 2          | 0          | 0           | 0          | 37       | 1      | 7           | 2          |
| A. Orman       | 19           | 0            | 1            | 0            | 6                | 0                | 0                | 0                | 1          | 0          | 0           | 0          | 26       | 0      | 1           | 0          |
| D. Pallas      | 6            | 0            | 1            | 0            | 0                | 0                | 0                | 0                | 0          | 0          | 0           | 0          | 6        | 0      | 1           | 0          |
| A. Pimenta     | 31           | 3            | 3            | 0            | 10               | 2                | 0                | 0                | 2          | 1          | 0           | 0          | 43       | 6      | 3           | 0          |
| A. Portmann    | 10           | 0            | 1            | 0            | 0                | 0                | 0                | 0                | 0          | 0          | 0           | 0          | 10       | 0      | 1           | 0          |
| N. Savić       | 13           | 1            | 2            | 0            | 1                | 0                | 1                | 0                | 0          | 0          | 0           | 0          | 14       | 1      | 3           | 0          |
| L. Schenkel    | 1            | 0            | 0            | 0            | 0                | 0                | 0                | 0                | 0          | 0          | 0           | 0          | 1        | 0      | 0           | 0          |
| E. Sen         | 21           | 4            | 2            | 0            | 7                | 0                | 0                | 0                | 1          | 0          | 0           | 0          | 29       | 4      | 2           | 0          |
| S. Sinani      | 12           | 0            | 1            | 0            | 0                | 0                | 0                | 0                | 0          | 0          | 0           | 0          | 12       | 0      | 1           | 0          |
| A. Spadoto     | 3            | 0            | 1            | 0            | 1                | 0                | 0                | 0                | 0          | 0          | 0           | 0          | 4        | 0      | 1           | 0          |
| L. Vieira      | 21           | 1            | 4            | 0            | 10               | 0                | 1                | 0                | 2          | 0          | 1           | 0          | 33       | 1      | 6           | 0          |
| Ö. Çengel      | 15           | 5            | 2            | 0            | 0                | 0                | 0                | 0                | 1          | 0          | 0           | 0          | 16       | 5      | 2           | 0          |